# Kiesenhof
Kiesenhof ist ein Gemeindeteil der Stadt Freystadt im Landkreis Neumarkt in der Oberpfalz in Bayern.

## Ortsnamensdeutung
Der Ortsname dürfte in Beziehung stehen zu dem althochdeutschen Personennamen „Kiso“.

## Lage
Das Dorf liegt auf 419 bis 430 m ü. NHN zwischen der Schwarzach im Westen und der Sulz im Osten, und zwar östlich des Gemeindesitzes.

## Geschichte
Ursprünglich ein Hof, hatten diesen im 15. Jahrhundert Neumarkter Bürger inne, bis 1415 Hans Prantlein, dann Ulrich Lomel. 1629 wurden die nunmehrigen zwei Kiesenhöfe vom kurpfälzischen Neumarkter Schultheißen Matthias Rosenhammer trotz Protest des Georg Albrecht von Wolfstein-Sulzbürg von der Pfarrei Kerkhofen in die Pfarrei Freystadt samt Groß- und Kleinzehent und zwei Tagwerk Wiesen gegeben.
Gegen Ende des Alten Reiches, um 1800, bestand der Weiler Kiesenhof aus sieben Untertanen-Anwesen unterschiedlicher Größe, die drei verschiedenen Ämtern unterstanden, der größte Hof der Oberen Hofmark des kurbaierischen Schultheißenamtes Neumarkt, fünf Anwesen dem Klosterrichteramt Seligenporten und das kleinste Anwesen der ehemals wolfsteinschen Herrschaft und nunmehrigen kurbaierischen Kabinettsherrschaft Sulzbürg-Pyrbaum (seit 1799 dem Hofkastenamt Neumarkt angegliedert). Die Hochgerichtsbarkeit übte das pfalz-bayerische Schultheißenamt Neumarkt aus.
Im neuen Königreich Bayern (1806) wurde zwischen 1810 und 1820 der Steuerdistrikt Sondersfeld eingerichtet, dem neben Sondersfeld die Orte Frettenshofen, Thundorf, Kiesenhof, Kruppach und Wettenhofen angegliedert waren. Mit dem Gemeindeedikt von 1818 wurde die Ruralgemeinde Thundorf gebildet, der das Dorf Thundorf und der Weiler Kiesenhof angehörten. Diese Gemeinde war dem Landgericht (ab 1862 Bezirksamt, ab 1879 Landkreis) Neumarkt zugeordnet.
1851 wurde durch J. Brandl eine Ortskapelle errichtet. Sie wird bei der Pfarrbeschreibung von Franz Buchner 1937 nicht mehr aufgeführt. 1875 hatte die Gemeinde insgesamt 188 Einwohner; in Kiesenhof lebten 43 Personen, und dort wurden zwei Pferde und 79 Stück Rindvieh gehalten. Die Kinder gingen am Pfarrort Freystadt zur Schule.
Mit der Gebietsreform in Bayern wurde die Gemeinde Thundorf zum 1. Januar 1972 in die Stadt Freystadt eingemeindet.

### Einwohnerentwicklung
- 1830: 50 (7 Häuser)[10]
- 1875: 43 (23 Gebäude)[11]
- 1900: 55 (7 Wohngebäude)[12]
- 1937: 53[13]
- 1961: 48 (8 Wohngebäude)[14]
- 1987: 54 (13 Wohngebäude, 14 Wohnungen)[15]
- 2020: 62[1]

## Baudenkmäler
In Kiesenhof gelten die Bauernhäuser Kiesenhof 1, 3 und 5, Wohnstallbauten aus der Mitte des 19. Jahrhunderts, als Baudenkmäler.

## Verkehr
Kiesenhof liegt an einer Verbindungsstraße zwischen der Kreisstraße NM 20 im Norden und der Staatsstraße 2220 im Süden. Eine Gemeindeverbindungsstraße führt in südwestlicher Richtung zum Freystädter Gemeindeteil Thannhausen.

## Vereine
- Obst- und Gartenbauverein Thannhausen – Kiesenhof e. V.

## Sonstiges
In Kiesenhof hat der Pferdesportverein Freystadt e. V. seine Vereinsreitanlage. Hier finden regelmäßig Westernreitturniere statt.